# 584 (szám)
Az 584 (római számmal: DLXXXIV) egy természetes szám.

## A szám a matematikában
A tízes számrendszerbeli 584-es a kettes számrendszerben 1001001000, a nyolcas számrendszerben 1110, a tizenhatos számrendszerben 248 alakban írható fel.
Az 584 páros szám, összetett szám, kanonikus alakban a 23 · 731 szorzattal, normálalakban az 5,84 · 102 szorzattal írható fel. Nyolc osztója van a természetes számok halmazán, ezek növekvő sorrendben: 1, 2, 4, 8, 73, 146, 292 és 584.
Érinthetetlen szám: nem áll elő pozitív egész számok valódiosztóösszeg-függvényeként.
Az 584 négyzete 341 056, köbe 199 176 704, négyzetgyöke 24,16609, köbgyöke 8,35868, reciproka 0,0017123. Az 584 egység sugarú kör kerülete 3669,38022 egység, területe 1 071 459,024 területegység; az 584 egység sugarú gömb térfogata 834 309 426,7 térfogategység.